# Владимировка (Челябинская область)
Владимировка — село в Варненском районе Челябинской области России в составе Кулевчинского сельского поселения.Основано казаками в 1837 году

## География
Расположено в южной части района, на берегу реки Арчаглы-Аят вблизи границы с Казахстаном. Расстояние до районного центра села Варна 54 км. Высота центра села над уровнем моря 232 м.

## Население
| 2002 | 2010 |
| ---- | ---- |
| 425  | ↘394 |

### Динамика численности населения
| - 1851—265 чел. - 1858—464 чел. - 1862—406 чел. - 1874—327 чел. - 1889—646 чел. - 1900—789 чел. - 1926—917 чел. | - 1938—776 чел. - 1970—538 чел. - 1983—438 чел. - 1995—357 чел. - 2002—425 чел. - 2010—394 чел. |

## Известные жители
Русанов Михаил Гаврилович (1920 — 1994) — Герой Советского Союза, старшина, участник Великой Отечественной войны.